# 山本正明 (実業家)
山本 正明（やまもと まさあき、1912年10月12日 - 1997年7月17日）は、日本の経営者。沖電気工業社長、会長を務めた。滋賀県大津市出身。

## 経歴・人物
1936年に京都帝国大学経済学部を卒業し、同年に安田銀行(のちの富士銀行)に入行。1959年に沖電気工業常務に就任し、1966年に専務、1969年5月に副社長を経て、1972年11月に社長に就任。1978年6月に会長に就任し、1979年6月から相談役を務めた。
1979年4月に藍綬褒章を受章し、1984年11月に勲二等瑞宝章を受章。
1997年7月17日心不全のために死去。84歳没。